# Verordening 883/2004
De Verordening betreffende de coördinatie van de socialenzekerheidsstelsels (883/2004/EG) is een Europese verordening die beoogt complicaties te voorkomen op het gebied van sociale zekerheid als gevolg van migratie binnen de EU. Dat wil doorgaans zeggen: als een inwoner van de EU buiten zijn woonland of in meer dan één EU-lidstaat werkt(e). De verordening vervangt ingaande 1 mei 2010 de soortgelijke Verordening (EEG) 1408/71 die in 1971 de eerste — per 1 oktober 1958 in werking getreden — soortgelijke Verordening (EEG) 3/58 verving. De nadere regels voor de toepassing van Verordening (EG) 883/2004 zijn opgenomen in de Verordening (EG) 987/2009 (als opvolger van Verordening (EEG) 574/72 die in de plaats kwam van Verordening (EEG) 4/58.
Uitgangspunt van deze verordeningen is het voorkomen dat men als gevolg van migratie over dezelfde periode aan meer dan één nationale sociale wetgeving (van zowel woon- als werkland) is onderworpen. Daardoor is in beginsel dubbele verzekerings- en premieplicht maar ook dubbele sociale aanspraken over dezelfde periode uitgesloten. Ook verhinderen de regels dat de migratie leidt tot verlies van opgebouwde (pensioen)rechten in de lidstaat die men heeft verlaten of waar het werken is gestaakt. Er wordt tijdens grensoverschrijdend woon-werkverkeer één lidstaat aangewezen waar men onder de sociale wetgeving valt. Dat is in beginsel de wetgeving van het werkland en bij meerdere werklanden het woonland als men daar ook een aanzienlijk deel van alle arbeid verricht.
Een veelvoorkomend misverstand is dat de verordening ook bepaalt dat en waar men sociaal verzekerd is. Dat hangt immers af van de vraag of de migrant ook voldoet aan de verzekeringsvoorwaarden in de nationale sociale wetgeving die volgens de verordening op de migrant van toepassing is. Doorgaans moet men daarvoor in dienstbetrekking werken (werknemersstelsel) maar in sommige lidstaten bestaat er voor een of meer van de wettelijke verzekeringstakken (werkloosheid, tijdelijke ziekte, langer durende arbeidsongeschiktheid, ouderdom, overlijden, gezins- (kinder)bij- of toeslagen en ziektekostenverstrekkingen) ook een sociaal stelsel voor zelfstandigen. In enkele landen kent men voor één of meer takken beide stelsels of zelfs (als tweede of derde soort stelsel) het zogenaamde ingezetenestelsel. In het laatste stelsel hoeft men niet te werken als werknemer of zelfstandige om al verzekerd te zijn. In Nederland geldt onder de term volksverzekering een dergelijk ingezetenestelsel voor de takken ouderdom (AOW), overlijden (ANW), ziektekostenverstrekkingen (AWBZ en ZVW) en gezinsbijslagen. Onder deze laatste tak valt niet alleen de kinderbijslag (AKW) maar - hoewel dat geen sociale verzekeringen zijn - ook de Nederlandse wettelijke regelingen op het gebied kinderopvangtoeslag, kindgebonden budget en TOG onder de coördinatieregels van de verordening. Naast deze volksverzekeringen geldt in Nederland voor uitsluitend de werknemers eveneens een werknemersstelsel voor de andere takken van sociale zekerheid, te weten werkloosheid (WW), arbeidsongeschiktheid (WAO, WIA), ziekte (zowel loondoorbetalingsplicht werkgever bij ziekte als resterende romp van de ZW bij zwangerschap/bevalling, einde dienstverband tijdens ziekte of ziekte tijdens werkloosheid van WW-gerechtigde). Een voorbeeld waarbij de coördinatie van de verordening z'n dienst bewijst is als een inwoner van Nederland in een van de buurlanden gaat werken (grensarbeider). Op grond van de volksverzekeringen zou hij in woonland Nederland verzekerings- en premieplichtig zijn voor de volksverzekeringen. Maar dat zou hij voor dezelfde verzekeringstakken eveneens zijn op grond van de nationale wetgeving van het werkland met voor dezelfde verzekeringstakken een werknemersstelsel omdat de migrant daar werkt.
Zonder coördinatie zou er sprake zijn van dubbele premielast bij hetzelfde inkomen. Maar ook bijvoorbeeld dubbele gezinsbijslag voor hetzelfde kind omdat de ene ouder dat als ingezetene ontvangt in het woonland en de andere ouder op grond van werken vanuit het werkland.

## De hoofdregel
Samengevat hanteren de aanwijsregels in Titel II van de verordening de volgende uitgangspunten:
- De migrant is slechts onderworpen aan de wetgeving van één lidstaat en dat is in beginsel de wetgeving in de lidstaat waarin men werkt of die een tijdelijke ziekte- dan wel werkloosheidsuitkering uitkeert (werklandbeginsel). Werkt men grensoverschrijdend als ambtenaar of militair, dan valt men echter onder de wetgeving van de zendstaat (de lidstaat die men dient, dus waar de (overheids)werkgever gevestigd is (zetelbeginsel), zelfs als men in het werkland een private bijverdienste heeft.
- Voor bijna alle andere gevallen geldt dat men verzekerd is in zijn woonland (woonlandbeginsel).

### Werkzaam in twee landen
Indien men - als werknemer of zelfstandige - gelijktijdig in meer dan één lidstaat werkt, dan treedt het woonlandbeginsel in de plaats van het werklandbeginsel tenzij men in het woonland geen, althans minder dan 25% van alle, werkzaamheden verricht. In dat geval geldt voor werknemers het zetelbeginsel en voor de zelfstandige de wetgeving van de lidstaat waar hij voornamelijk werkt.
SVB is de uitvoerder van deze verordering. 

## Bijzondere bepalingen voor specifieke soorten uitkeringen
In Titel III van de verordening zijn bijzondere bepalingen opgenomen voor bepaalde soorten uitkeringen. Deze zijn onderverdeeld in verschillende hoofdstukken, welke hieronder besproken worden.

### Ziekteverzekeringen
Hieronder vallen voor Nederland de Ziektewet, Zorgverzekeringswet, AWBZ en de zorgtoeslag. Meer in het algemeen ziet dit hoofdstuk over alle uitkeringen of verstrekkingen bij ziekte of zwangerschap.
Indien personen in een andere staat wonen dan waar zij verzekerd zijn volgens de hoofdregels hierboven dan hebben zij toch gewoon recht op zorg in hun woonstaat. De woonstaat moet hun behandelen alsof zijn verzekerd zijn in de woonstaat, en mag de kosten bij de andere staat declareren. Dit geldt voor de verzekerde en zijn gezinsleden.